# Солинска базилика
Солинската базилика (на гръцки: Βασιλική του Σωλήνα) е раннохристиянска църква, край Калитеа на полуостров Касандра. Базиликата се намира в местността Солинас. В средния кораб по-късно е издигната византийска кула с размери 8 на 8,5 m. От южната страна на притвора има баптистерий. Базиликата е известна със забележителните си мозайки с животински и растителни мотиви в наоса и притвора. Базиликата датира от V век, периода на разцвет на раннохристиянското изкуство и е дело на солунски майстори.
В 1997 година църквата е обявена за паметник на културата.